# Безотцовщина (фильм, 1976)
«Безотцовщина» — советский художественный фильм режиссёра Владимира Шамшурина по мотивам одноименной повести Марии Халфиной.

## Сюжет
После гибели мужа Тамара отдала дочь в детский дом и уехала на Север. Там она создала новую семью и спустя годы позвала повзрослевшую девушку назад. Не найдя в доме матери любви, Ольга вместе с сантехником Романом уехала на сибирскую стройку. Но первые трудности испугали Романа, и он оставил Ольгу, так и не узнав, что она ждёт ребёнка.
Ольга остаётся жить у родственницы в колхозе. Работает дояркой, учится заочно. Через несколько лет появляется Роман: он находит Ольгу и узнаёт, что у него есть сын.

## В ролях
- Елена Драпеко — Ольга Муромцева
- Надежда Федосова — Анна Михеевна
- Тамара Сёмина — Тамара, мать Ольги
- Леонид Куравлёв — Кеша
- Лев Прыгунов — Роман Никитич Ивановский
- Рома Трухманов — Алёша (Лёнька)
- Елена Максимова — Глафира
- Владимир Ферапонтов — Вишняков, председатель колхоза
- Валентина Ананьина — Людмила, доярка
- Анатолий Ведёнкин — водитель грузовика
- Вадим Захарченко — Виталий Сергеевич
- Раиса Рязанова — Рязанова
- Ольга Хорькова — мать Кеши
- Виктор Шульгин — Леонид Петрович, директор детдома
- Павлик Протасов — Толик
- Сергей Приселков — Алексей, отец Оли

## Съёмочная группа
- Автор сценария: Эдгар Смирнов
- Режиссёр: Владимир Шамшурин
- Оператор: Игорь Мельников
- Композитор: Григорий Пономаренко
- Художник: Сергей Портной
- Директор: Виталий Богуславский